# Абдулов Іван Пилипович
Іван Пилипович Абдулов (нар. 1922, РРФСР — 1943, УРСР) — учасник німецько-радянської війни, Герой Радянського Союзу (1943).

## Життєпис
Народився в 1922 році в селі Шумиха (нині Кемеровський район Кемеровської області) в сім'ї селянина. Закінчив початкову школу. Працював у колгоспі трактористом.
У Радянській армії з 1941-го. На фронті з 1942-го.
В ніч на 7 березня 1943-го між Будами та Люботином у складі роти 849-го стрілецького полку тримав оборону: проявив героїзм і знищив понад 35 супротивників, в тому числі два ворожих танки, однак між роз'їздом Первомайський і Старим Люботином був пізніше оточений ворогом. Загинув у нерівному бою разом з усім командним складом.

## Нагороди
Указом Президії Верховної Ради СРСР від 26 жовтня 1943 року було посмертно присвоєно звання Героя Радянського Союзу.
Нагороджений також:
- орденом Червоної Зірки (1942).

## Пам'ять

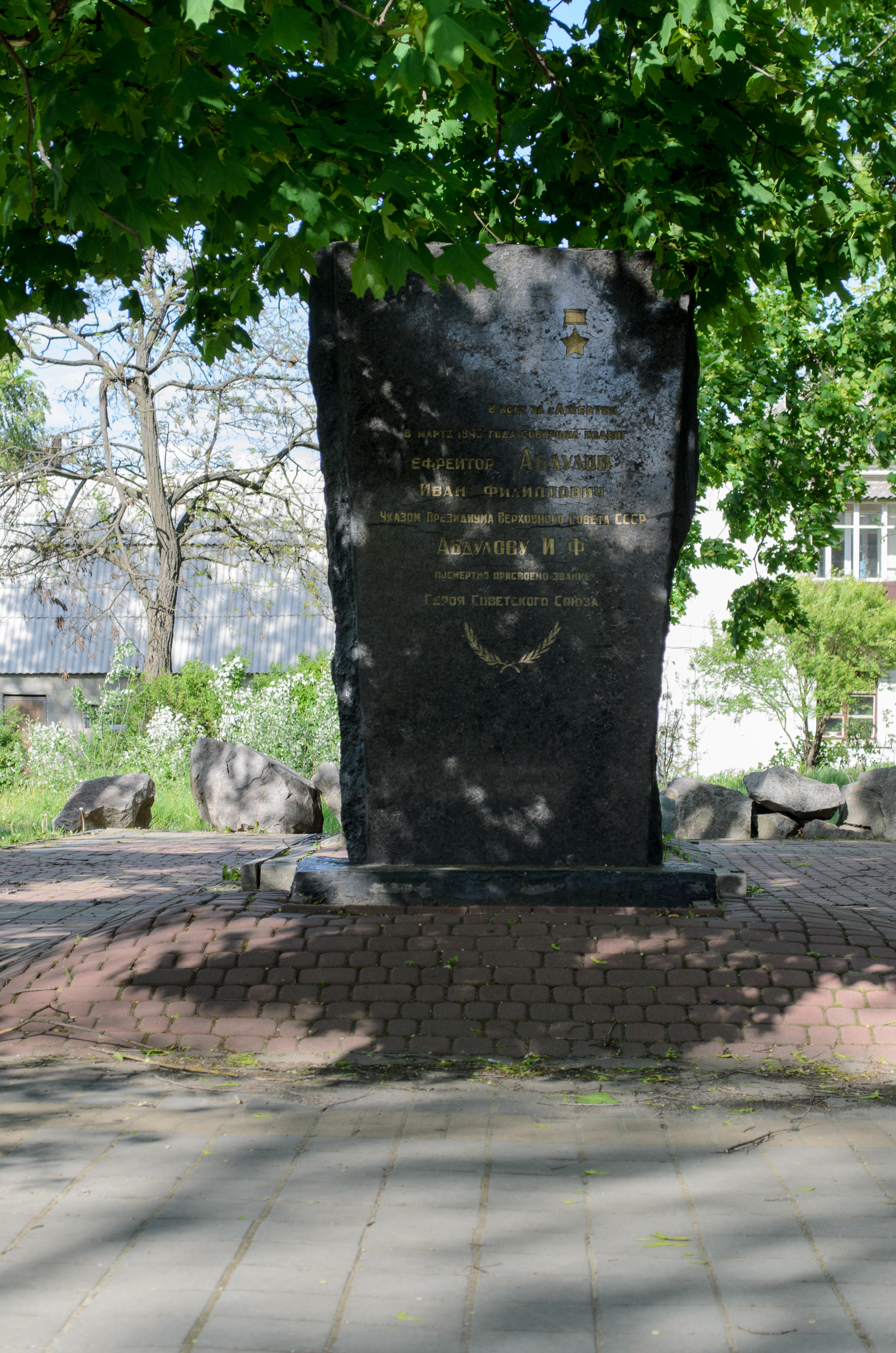
Пам'ятний знак у Люботині

У Люботині 1973 року встановлено пам'ятний знак у вигляді стели. Також одна з вулиць носить його ім'я.